# Freeport (Illinois)
Freeport – miasto w Stanach Zjednoczonych, w stanie Illinois, siedziba administracyjna hrabstwa Stephenson. Według spisu w 2020 roku liczy 24 tys. mieszkańców. 
W mieście rozwinął się przemysł maszynowy oraz chemiczny.